# Straat Sumba
Straat Sumba (Indonesisch: Selat Sumba, historisch: Straat Soemba) is een zeestraat in Indonesië. Het water scheidt de eilanden Flores en Sumbawa en een aantal kleinere eilanden waaronder Komodo en Rinca aan de noordzijde, van het eiland Sumba aan de zuidzijde. De zeestraat vormt net als de noordelijker gelegen Straat Sape een deel van de grens tussen de provincies West- en Oost-Nusa Tenggara.